# Ney González

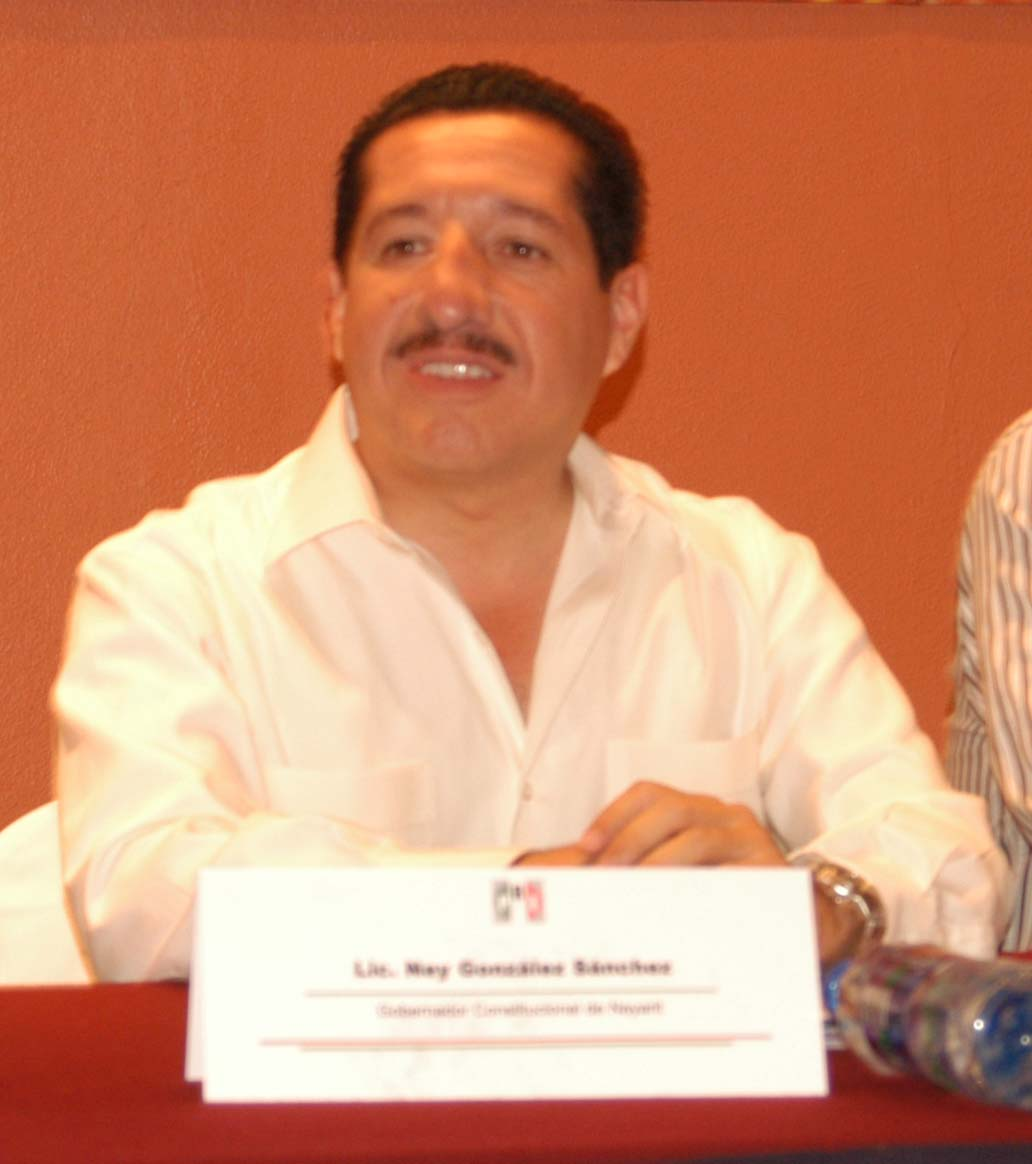
Ney González Sánchez

Ney González Sánchez (Guadalajara, 25 januari 1963) is een Mexicaans politicus van de Institutioneel Revolutionaire Partij (PRI).
González is de zoon van Emilio M. González, politicus en vakbondsleider die van 1981 tot 1987 gouverneur van Nayarit was. Gonzáles studeerde recht aan de Autonome Universiteit van Nayarit (UAN) en was tweemaal afgevaardigde in het Congres van Nayarit. Van 2000 tot 2002 had hij zitting in de Kamer van Afgevaardigden en in 2002 werd hij gekozen tot burgemeester van Tepic. In 2005 trad hij af om deel te kunnen nemen aan de gouverneursverkiezingen waarin hij Miguel Ángel Navarro met een krappe marge wist te verslaan. Op 19 september 2005 werd hij ingehuldigd als gouverneur. Zijn termijn duurde tot 2011.